# Hell in a Cell 2010
Hell in a Cell 2010 è stata la seconda edizione dell'omonimo evento in pay-per-view prodotto annualmente dalla WWE. L'evento si è svolto il 3 ottobre 2010 all'American Airlines Center di Dallas.

## Storyline
Il 19 settembre, a Night of Champions, Randy Orton ha vinto un Six-Pack Elimination Challenge match che includeva anche Edge, Chris Jericho, John Cena, Wade Barrett e il campione Sheamus, conquistando così il WWE Championship per la sesta volta. Nella puntata di Raw del 20 settembre il General Manager anonimo ha quindi annunciato un Hell in a Cell match tra Orton e Sheamus con in palio il titolo per Hell in a Cell dopo che quest'ultimo aveva invocato la sua clausola di rivincita.
Il 15 agosto, a SummerSlam, dopo che Kane aveva difeso con successo il World Heavyweight Championship contro Rey Mysterio, il rientrante The Undertaker è apparso improvvisamente dinanzi a Mysterio, prendendosela prima con lui per poi attaccare Kane, il quale lo ha tuttavia colpito con un Tombstone Piledriver. Nella puntata di SmackDown del 3 settembre, dopo continui attacchi tra i due, Kane ha sfidato The Undertaker ad un match con in palio il suo titolo per Night of Champions; con quest'ultimo che ha poi accettato. A Night of Champions, poi, Kane ha difeso con successo il World Heavyweight Championship contro The Undertaker in un No Holds Barred match. Nella puntata di SmackDown del 24 settembre Kane, dopo aver dichiarato di avergli "rubato i poteri", ha sfidato The Undertaker ad un Hell in a Cell match, con questi che ha poi accettato. Un Hell in a Cell match tra i due con in palio il World Heavyweight Championship è stato poi sancito per Hell in a Cell.
A Night of Champions, durante il Six-Pack Elimination Challenge match per il WWE Championship, il Nexus (un gruppo formato da diversi rookie di NXT capitanati da Wade Barrett) ha attaccato John Cena per l'ennesima volta, impedendogli di vincere il titolo (il Nexus in precedenza aveva attaccato altre superstar di Raw). Nella puntata di Raw del 20 settembre Cena e Wade Barrett, dopo un confronto verbale, hanno deciso di sfidarsi ad un match per Hell in a Cell, aggiungendo però due stipulazioni all'incontro: se Cena vincerà, il Nexus dovrà sciogliersi; mentre se a vincere sarà Barrett, Cena stesso dovrà unirsi alla stable di questi.
A Night of Champions, Daniel Bryan ha sconfitto il campione The Miz, conquistando così lo United States Championship per la prima volta. Nella puntata di Raw del 27 settembre, dopo che The Miz e il suo alleato Alex Riley avevano sconfitto Bryan e John Morrison, è stato sancito un Submission Count Anywhere match tra Bryan, Morrison e The Miz con in palio lo United States Championship (di Bryan) per Hell in a Cell.
Nella puntata di Raw del 27 settembre Natalya ha vinto un Battle Royal match, diventando così la contendente n°1 della Divas Champion Michelle McCool. Un match tra le due con in palio il Divas Championship è stato quindi annunciato per Hell in a Cell.

## Risultati
| #       | Incontri                                                                                    | Stipulazioni                                                           | Durata |
| ------- | ------------------------------------------------------------------------------------------- | ---------------------------------------------------------------------- | ------ |
| Kickoff | Goldust, Kofi Kingston e R-Truth hanno sconfitto Cody Rhodes, Dolph Ziggler e Drew McIntyre | Six-man tag team match                                                 | —      |
| 1       | Daniel Bryan (c) ha sconfitto John Morrison e The Miz                                       | Submission counts anywhere match per il WWE United States Championship | 13:33  |
| 2       | Randy Orton (c) ha sconfitto Sheamus                                                        | Hell in a cell match per il WWE Championship                           | 22:51  |
| 3       | Edge ha sconfitto Jack Swagger                                                              | Single match                                                           | 11:31  |
| 4       | Wade Barrett ha sconfitto John Cena                                                         | Single match                                                           | 17:47  |
| 5       | Natalya ha sconfitto Michelle McCool (c) (con Layla) per squalifica                         | Single match per il WWE Divas Championship                             | 05:00  |
| 6       | Kane (c) ha sconfitto The Undertaker (con Paul Bearer)                                      | Hell in a cell match per il World Heavyweight Championship             | 21:38  |